# Colchicum cretense
Colchicum cretense là một loài thực vật có hoa trong họ Colchicaceae. Loài này được Greuter miêu tả khoa học đầu tiên năm 1967.